# 陆金
陆金（1480年—？），字德如，號石里，南直隶吴江县人，軍籍，明朝政治人物。

## 生平
正德十一年（1516年）丙子科應天府乡试第一百二十五名举人，正德十二年（1517年）丁丑科会试第三百三十名，廷试二甲二十七名進士。吏部观政，授工部主事，升员外、郎中。
嘉靖七年（1528年）接替詹莹任漳州府知府一职，嘉靖十二年（1533年）由孙裕接任。十三年六月升江西按察司副使。

## 家族
稱石里陸氏。曾祖陸雲。祖父陸珪，驛丞。父陸政（1452年-1535年），字時舉。母呂氏（1456年-1501年），贈恭人。弟陸鑾、陸鏊、陸鈇。